# 聖巴巴拉 (新墨西哥州)
聖巴巴拉（英語：Santa Barbara）是位於美國新墨西哥州唐娜安娜縣的鬼鎮。

## 地理
聖巴巴拉所處的海拔為高於海平面1237米（即4059英呎），而該地所採用的時區為UTC-7，即北美山地时区（MST）。同時該地設有夏令時間，為UTC-7調快一小時，即UTC-6（MDT）。